# Tulcán

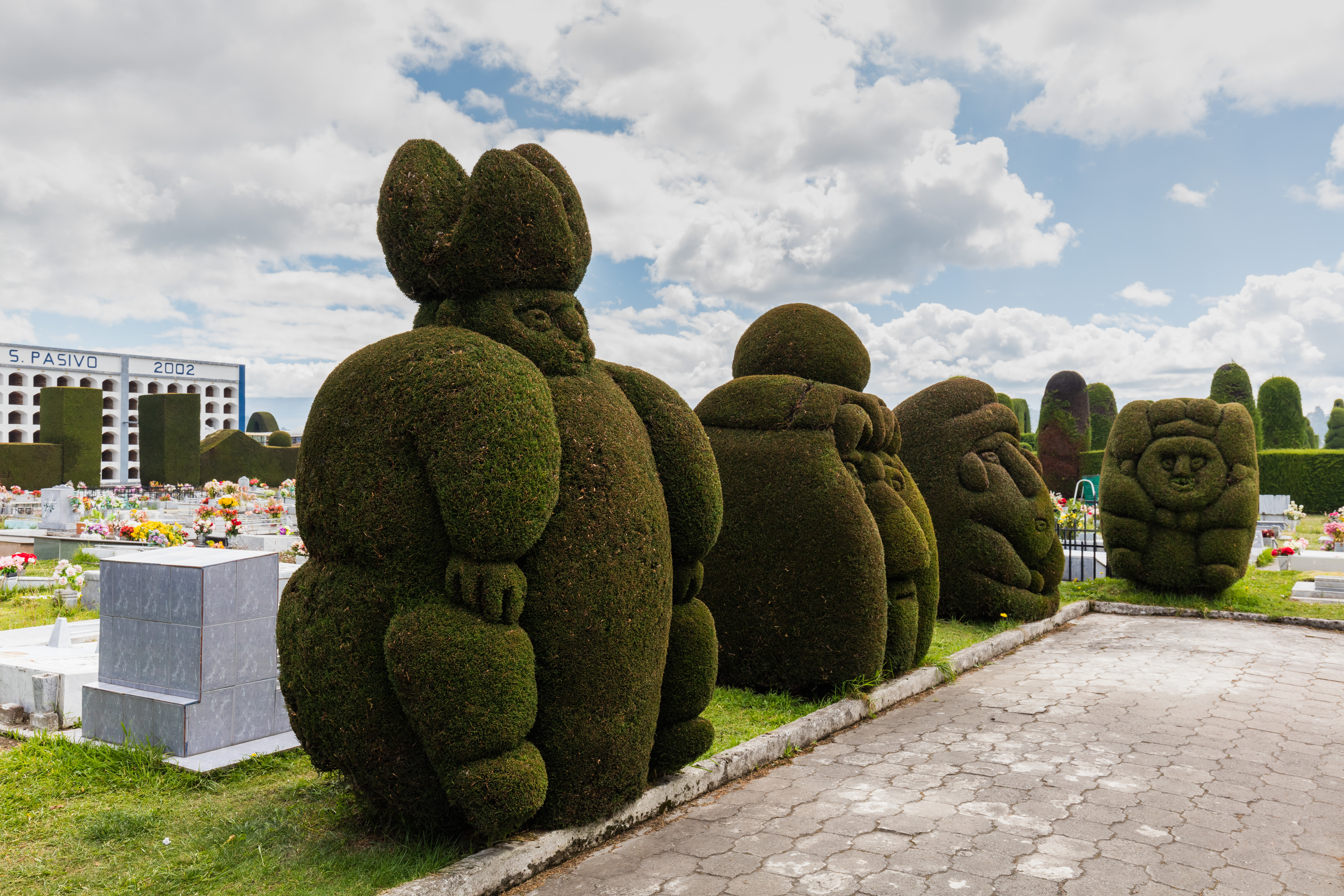
Cimetière de Tulcán.

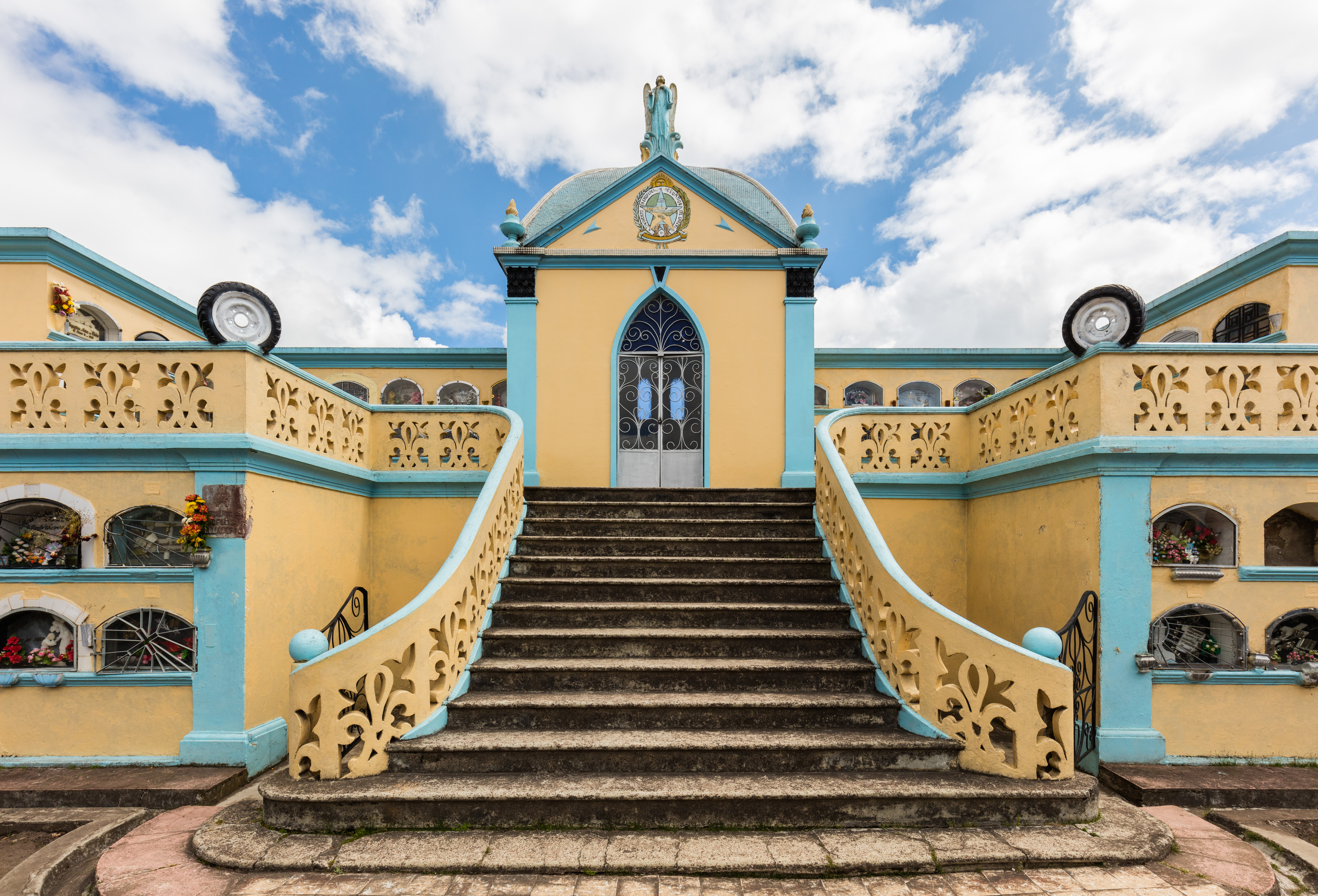
Mausolée consacré aux gloires de l'Équateur à Tulcán. Photo Juillet 2015.

Tulcán est une ville d'Équateur et la capitale de la province de Carchi. Elle est située à une altitude de 2 950 m et entourée de collines, la ville est dans une zone agricole et d'élevage très prospère. Sa population s'élevait à 82 734 habitants en 2007.
Un marché y a lieu tous les jeudis.
La ville possède un cimetière connu pour son jardin et ses sculptures précolombiennes. C'est Franco qui eut envie à l'âge de 40 ans de se mettre à donner vie à tous les cyprès : ils sont sculptés en formes de visages humains, colonnades, portiques ou encore animaux... À sa mort, c'est son fils qui a repris cet ouvrage singulier avec l'aide de cinq autres personnes.
Tulcán possède un aéroport (El Rosal, code AITA : TUA).

## Personnalités
- Freddy Cadena (1963-), chef d'orchestre.
- Richard Carapaz Montenegro (1993-), coureur cycliste est né à Tulcan.
- Rodrigo Paz (1933-2021), homme politique équatorien.